# Saint-Florentin (Yonne)
 Saint-Florentin  es una comuna y población de Francia, en la región de Borgoña, departamento de Yonne, en el distrito de Auxerre. Es la cabecera y mayor población del cantón de su nombre.
Su población en el censo de 1999 era de 5.748 habitantes. La aglomeración urbana sólo incluye la propia comuna.
Está integrada en la Communauté de communes du Florentinois, de la que es la mayor población.

## Demografía
| 4303 | 5818 | 7000 | 6757 | 6433 | 5748 |
| Para los censos de 1962 a 1999 la población legal corresponde a la población sin duplicidades (Fuente: INSEE [Consultar]) |      |      |      |      |      |